# Deutsche Fechtmeisterschaften 2017
Bei den Deutschen Fechtmeisterschaften 2017 wurden die Einzel- und Mannschaftswettbewerbe des Fechtsports nach den Waffengattungen getrennt in drei Teilen ausgetragen. Die Deutschen Meisterschaften im Florett fanden vom 25. bis 26. März 2017 im Olympiastützpunkt Tauberbischofsheim statt, die Säbelmeisterschaften vom 29. bis 30. April 2017 in Nürnberg und die Degenmeisterschaften vom 20. bis 21. Mai 2017 in Leipzig. Die Meisterschaften wurden vom Deutschen Fechter-Bund organisiert.

## Florett

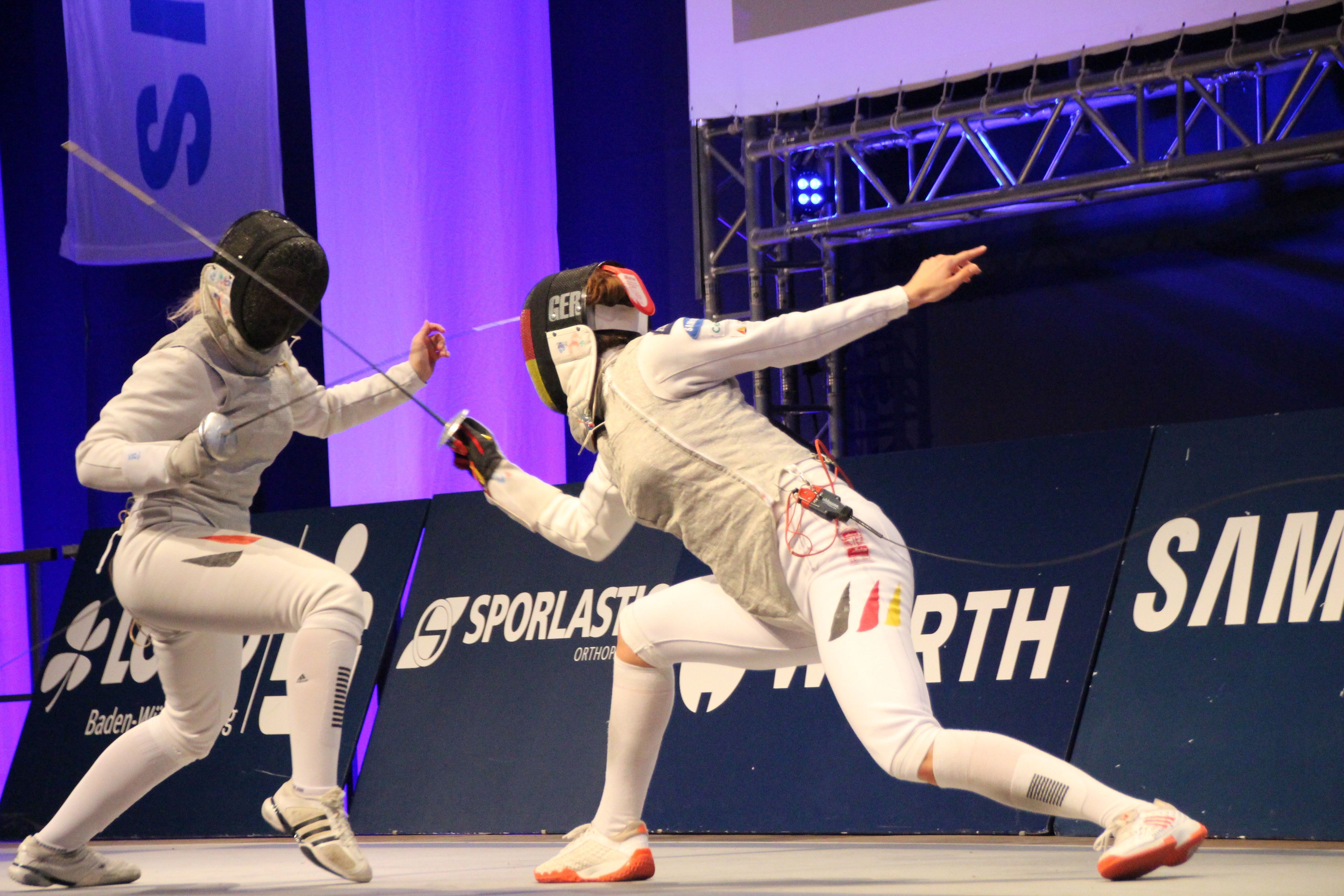
Deutsche Fechtmeisterschaften 2017 im Damenflorett.

### Damenflorett
| Platz | Sportler            | Verein                |
| ----- | ------------------- | --------------------- |
| 1     | Anne Sauer          | FC Tauberbischofsheim |
| 2     | Leonie Ebert        | FC Tauberbischofsheim |
| 3     | Sandra Bingenheimer | FC Tauberbischofsheim |
| 3     | Eva Hampel          | FC Tauberbischofsheim |

Weitere Platzierungen: 5. Charlotte Krause (OFC Bonn), 6. Franziska Schmitz (OFC Bonn), 7. Tamina Knauer (FC Tauberbischofsheim), 8. Anne Kirsch (TSG Weinheim)

### Damenflorett (Mannschaft)

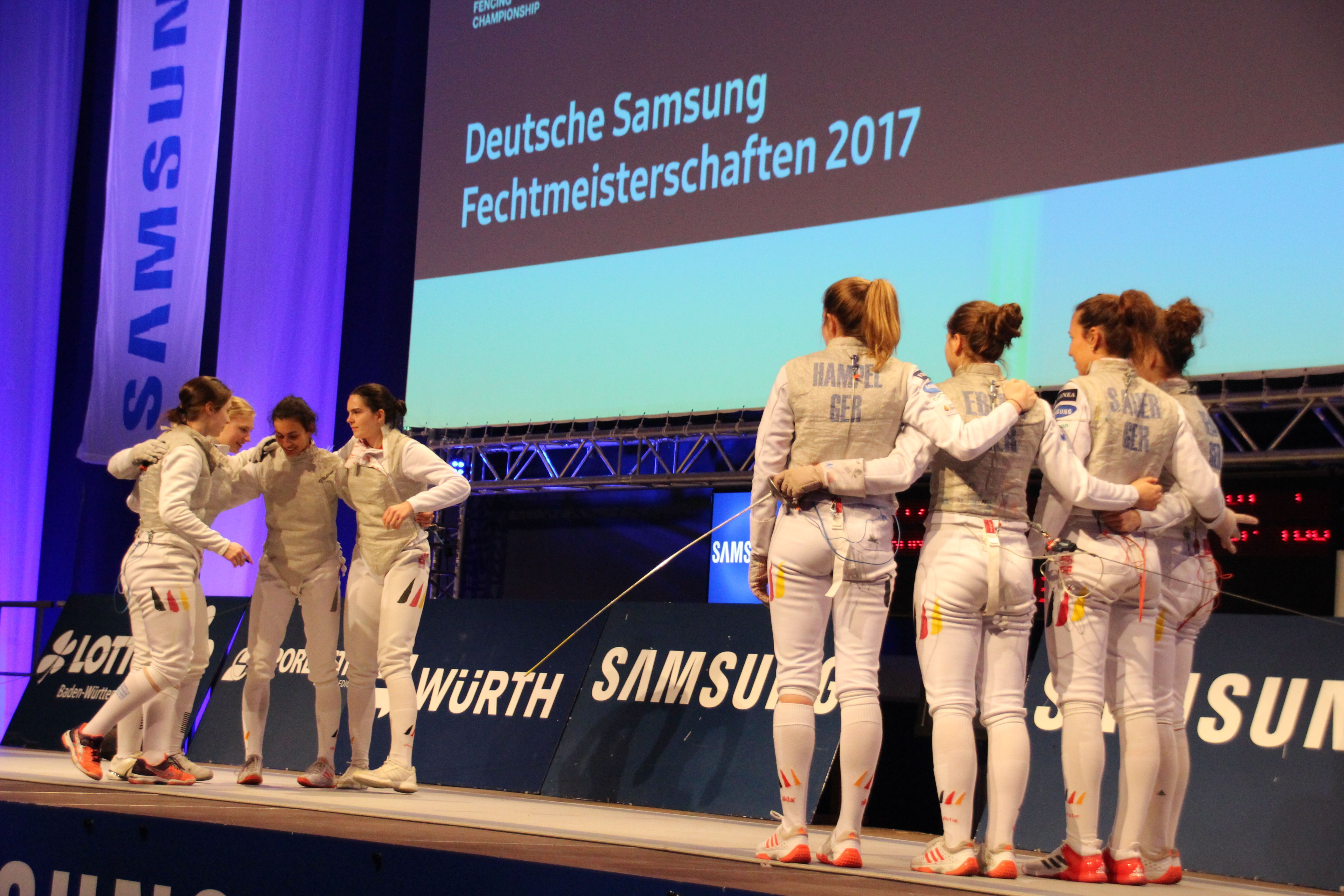
Deutsche Fechtmeisterschaften 2017 im Damenflorett (Mannschaft) am Olympiastützpunkt Tauberbischofsheim.
Die siegreiche Damenmannschaft des Fecht-Clubs Tauberbischofsheim.

| Platz | Verein                | Sportler                                                    |
| ----- | --------------------- | ----------------------------------------------------------- |
| 1     | FC Tauberbischofsheim | Leonie Ebert Eva Hampel Anne Sauer Leandra Behr             |
| 2     | OFC Bonn              | Franziska Schmitz Julia Braun Mona Stephan Charlotte Krause |
| 3     | FC Leipzig            | Lea-Margarete Walther Stephanie Romanus Marike Wegener      |

### Herrenflorett
| Platz | Sportler           | Verein                |
| ----- | ------------------ | --------------------- |
| 1     | Fabian Braun       | FSV Klarenthal        |
| 2     | André Sanità       | OFC Bonn              |
| 3     | Georg Dörr         | TSG Weinheim          |
| 3     | Benjamin Kleibrink | FC Tauberbischofsheim |

Weitere Platzierungen: 5. Marius Braun (OFC Bonn), 6. Niklas Uftring (FC Tauberbischofsheim), 7. Mark Perelmann (FG Mannheim/Neckarau), 8. Luis Klein (TSG Weinheim)

### Herrenflorett (Mannschaft)
| Platz | Verein                | Sportler                                                    |
| ----- | --------------------- | ----------------------------------------------------------- |
| 1     | TSG Weinheim          | Mark Perelmann Felix Klein Luis Klein Georg Dörr            |
| 2     | OFC Bonn              | André Sanità Dominik Schoppa Marius Braun Magnus Hamlescher |
| 3     | FC Tauberbischofsheim | Benjamin Kleibrink Niklas Uftring Alexander Kahl Tom Gombos |

## Degen

### Damen (Einzel)
| Platz | Sportler           | Verein                |
| ----- | ------------------ | --------------------- |
| 1     | Ricarda Multerer   | TSV Bayer Leverkusen  |
| 2     | Vanessa Riedmüller | Heidenheimer SB       |
| 3     | Beate Christmann   | FC Tauberbischofsheim |
| 3     | Edina Békefi       | TSV Bayer Leverkusen  |

Weitere Platzierungen: 5. Alexandra Ndolo (TSV Bayer Leverkusen), 6. Monika Sozanska (Fechtclub Offenbach), 7. Stephanie Suhrbier (Fechtzentrum Solingen), 8. Gala Hess (Aachener FC)

### Damen (Mannschaft)
| Platz | Verein           | Sportler                                                         |
| ----- | ---------------- | ---------------------------------------------------------------- |
| 1     | Bayer Leverkusen | Julia Ludolf Alexandra Ndolo Edina Békefi Ricarda Multerer       |
| 2     | Heidenheimer SB  | Lis Fautsch Alexandra Ehler Sophia Weitbrecht Vanessa Riedmüller |
| 3     | FC Offenbach     | Abigail Stech Monika Sozanska Nadine Stahlberg Florina Plachta   |

### Herren (Einzel)
| Platz | Sportler         | Verein                  |
| ----- | ---------------- | ----------------------- |
| 1     | Fabian Herzberg  | TSV Bayer 04 Leverkusen |
| 2     | Niklas Multerer  | Heidenheimer SB         |
| 3     | Toni Kneist      | SC Berlin               |
| 3     | Nikolaus Bodoczi | Fechtclub Offenbach     |

Weitere Platzierungen: 5. Raphael Steinberger (Fechtzentrum Solingen), 6. Falk Spautz (TSV Bayer 04 Leverkusen), 7. Robert Schmier (Heidelberger FC), 8. Guido Quanz (USC München)

### Herren (Mannschaft)
| Platz | Verein              | Sportler                                                        |
| ----- | ------------------- | --------------------------------------------------------------- |
| 1     | Bayer Leverkusen    | Falk Spautz Fabian Herzberg Marco Brinkmann Lukas Bellmann      |
| 2     | Fechtclub Offenbach | Richard Schmidt Nikolaus Bodoczi Frederic Peignet Andreas Brand |
| 3     | Heidenheimer SB     | Florian Maunz Stephan Rein Philipp Kondring Niklas Multerer     |

## Säbel

### Damen (Einzel)
| Platz | Sportler      | Verein             |
| ----- | ------------- | ------------------ |
| 1     | Anna Limbach  | TSV Bayer Dormagen |
| 2     | Julika Funke  | FC Würth Künzelsau |
| 3     | Léa Krüger    | TSV Bayer Dormagen |
| 3     | Judith Kusian | TSV Bayer Dormagen |

Weitere Platzierungen: 5. Ann-Sophie Kindler (TSG Eislingen), 6. Julia Preßmar (TSG Eislingen), 7. Valentina Volkmann (TSG Eislingen), 8. Anna-Lena Bürkert (FC Würth Künzelsau)

### Damen (Mannschaft)
| Platz | Verein             | Sportler                                                         |
| ----- | ------------------ | ---------------------------------------------------------------- |
| 1     | TSV Bayer Dormagen | Anna Limbach Léa Krüger Judith Kusian Katrin Roth                |
| 2     | FC Würth Külzelsau | Julika Funke Luzia Hirn Elisabeth Gette Anna-Lena Bürkert        |
| 3     | TSG Eislingen      | Ann-Sophie Kindler Julia Preßmar Valentina Volkmann Shannen Kuhn |

### Herren (Einzel)
| Platz | Sportler        | Verein             |
| ----- | --------------- | ------------------ |
| 1     | Benedikt Wagner | TSV Bayer Dormagen |
| 2     | Richard Hübers  | TSV Bayer Dormagen |
| 3     | Robin Schrödter | TSV Bayer Dormagen |
| 3     | Matyas Szabo    | TSV Bayer Dormagen |

Weitere Platzierungen: 5. Max Hartung (TSV Bayer Dormagen), 6. Maximilian Kindler (TSG Eislingen), 7. Björn Hübner (FC Tauberbischofsheim), 8. Benno Schneider (TSV Bayer Dormagen)

### Herren (Mannschaft)
| Platz | Verein                | Sportler                                                      |
| ----- | --------------------- | ------------------------------------------------------------- |
| 1     | TSV Bayer Dormagen    | Max Hartung Tom Möller Benedikt Wagner Richard Hübers         |
| 2     | TSG Eislingen         | Maximilian Kindler Thomas Schaich Frederic Kindler Simon Rapp |
| 3     | FC Tauberbischofsheim | Andreas Falb Nils-Ole Paul Björn Hübner Carsten Wüst          |